# Pang Kwi-man
Pang Kwi-man (korejsky:방귀만), (*4. května 1983) je reprezentant Jižní Koreje v judu.

## Sportovní kariéra
Po celou svojí kariéru patří k nejlepším světovým judistům, což potvrzuje hlavně na turnajích světového poháru. Ve hvězdami nabyté jihokorejské reprezentace se však prosazuje složitě. Problémy s váhou vyřešil v roce 2008 přestupem do lehké váhy, kde byl však reprezentační dvojkou za Wang Ki-čchunem. Jeho velkou přednosti je mimo rychlosti a technické zdatnosti ostrá orientace vlevo (levý úchop).
V roce 2004 si senzačně vybojoval nominaci na olympijské hry v Athénách. Jihokorejským trenérům se však sázka na tehdy neokoukaného judistu nevyplatila, vypadl hned v prvním kole.
Od listopadu 2010 měl dva roky pozastavenou činnost za pozitivní nález na metylhexanamin.

### Vítězství
2014 – 1x světový pohár (Paříž)

## Výsledky
| Turnaj            | 2004           | 2005           | 2006           | 2007           | 2008       | 2009       | 2010       | 2011       | 2012       | 2013       | 2014       |  |
| Turnaj            | 21             | 22             | 23             | 24             | 25         | 26         | 27         | 28         | 29         | 30         | 31         |  |
| Turnaj            | pololehká váha | pololehká váha | pololehká váha | pololehká váha | lehká váha | lehká váha | lehká váha | lehká váha | lehká váha | lehká váha | lehká váha |  |
| ----------------- | -------------- | -------------- | -------------- | -------------- | ---------- | ---------- | ---------- | ---------- | ---------- | ---------- | ---------- |  |
| Olympijské hry    | úč.            |                |                |                | —          |            |            |            | X          |            |            |  |
| Mistrovství světa |                | —              |                | úč.            |            | —          | úč.        | X          |            | —          | —          |  |
| Asijské hry       |                |                | —              |                |            |            | —          |            |            |            | 3.         |  |
| Mistrovství Asie  | 3.             | 3.             |                | 1.             | —          | 1.         |            | X          | X          | —          |            |  |